# Августин Курто
Августин Курто (англ. Augustine Courtauld; 26 серпня 1904 — 3 березня 1959) — британський полярний дослідник, учасник кількох експедицій до Гренландії, зокрема експедиції Джино Воткінса (1930—1931), під час якої провів на самоті п'ять місяців (з них шість тижнів у сніговому полоні) метеостанції на гренландському льодовиковому щиті та був врятований учасниками основної партії в останній момент.

## Біографія
Августин Курто народився 26 серпня 1904 року у Бокінгу (Ессекс) у сім'ї промисловця та колекціонера мистецтв — засновника однойменного Інституту мистецтва Самуеля Курто та його дружини Едіт Енн (у дівочості Лістер). Початкову освіту здобув у школі Чартергаус, а потім у Триніті-коледжі (Кембридж) ступінь у галузі інженерії та географії. З дитинства захоплювався яхтингом.
У 1926 році Курто взяв участь в експедиції Джеймса Ворді до Східної Гренландії (район фіорда Франца-Йосифа), у якій виконував обов'язки помічника геодезиста. Наступного року разом з Френсісом Роддом і його братом Пітером здійснив дев'ятимісячну подорож до Західної Африки, під час якої займався антропологічними та географічними дослідженнями, а у 1929 році він знову разом з Ворді вирушив до Східної Гренландії та став учасником партії, яка здійснила перше сходження на пік Петерманна (2 943 м).
У 1930—1931 роках Курто взяв участь у британській експедиції Джино Воткінса (англ. British Arctic Air Route Expedition), однією з основних завдань якої було вивчення погодних умов у зимовий період на льодовиковому щиті Гренландії для можливості організації трансатлантичних польотів з Англії до США та Канади за найкоротшим маршрутом (через Фарерські острови, Ісландію, Гренландію, Бафінову Землю та Гудзонов затоку). З цією метою на льодовиковій шапці острова за 180 миль від східного узбережжя на висоті 2500 метрів (67°05' ПнШ, 41°48' ЗД) була організована метеостанція у вигляді вкопаного у сніг невеликого двошарового намету з нижнім входом, поряд з яким було встановлено вимірювальні прилади. Передбачалося, що на станції працюватимуть позмінно по дві особи по шість тижнів. Перша пара відпрацювала з 30 серпня по 2 жовтня, друга з жовтня до 3 грудня. Третя партія, до складу якої входив Курто, через вкрай складні погодні умови провела в дорозі до метеостанції значно більший час, ніж планувалося, і тому витратила частину раціонів та палива, призначених для станції. Через це на ній до початку весни могла залишитися тільки одна людина (і то за умови суворої економії). Курто добровільно зголосився провести зимівлю та провів на метеостанції на самоті п'ять місяців, з яких останні шість тижнів знаходився у сніговому полоні — сніжна буря, яка почалася 22 березня, замурувала Курто в його притулку. Тільки 5 травня 1931 року рятувальній партії Воткінса вдалося знайти місце колишньої метеостанції ледь помітному шматочку Юніон Джека, який виступав над поверхнею снігу, і вентиляційної труби і врятувати Августина з полону. На той час у нього повністю закінчилися паливо та їжа.
Після успішного повернення на експедиційну базу, Курто разом з Воткінсом здійснив 600-мильну подорож на двох відкритих мотоботах вздовж східного узбережжя Гренландії від Аммасаліка до Джуліанхаба (Julianahaab) на його західному березі.
Ще під час експедиції 1930—1931 років під час аеророзвідки Воткінсом був відкритий гірський хребет, який пізніше отримав його ім'я, і в якому була відкрита, на той момент, ймовірно, найвища вершина острова — Гуннбйорн. У 1935 році Курто востаннє вирушив у східну Гренландію, щоб разом з британським геологом Лоуренсом Вагером здійснити більш детальну розвідку хребта Воткінса, його геології, а також провести археологічні дослідження. У рамках цієї експедиції вдалося здійснити перше сходження на Гуннбйорн, висота якої була визначена у 3718 метрів (іст. 3694 м). У сходженні брали участь Л. Вагер, його брат Г. Вагер та данець Еббе Мунк.
Під час Другої світової війни Курто служив у Королівському морському резерві. Був почесним секретарем Ради Королівського географічного товариства, був членом Британського альпклубу та комітету управління Інституту полярних досліджень імені Скотта. Він працював мировим суддею та входив до ради графства Ессекс. У 1956 році Курто заснував благодійний фонд Augustine Courtauld Trust для фінансової підтримки дослідників-початківців.
Августин Курто помер 3 березня 1959 року у віці 54 років від розсіяного склерозу. Він був одружений з Моллі Монтгомері (з 1932 року), у сім'ї народилося шестеро дітей. На його честь у 2011 році у хребті Воткінса названо гірську вершину.